# Bệnh tan máu bẩm sinh
Bệnh tan máu bẩm sinh  (Thalassemia hay Thalassaemia) là tên chung cho một nhóm bệnh thiếu máu.
Mỗi năm, trên thế giới có khoảng 100.000 em bé sinh ra mắc phải loại bệnh trầm trọng của nhóm này - phần lớn là dân Ý, Hy Lạp, Trung Đông, Nam Á và châu Phi.

## Phân loại bệnh Thalassemia
Nguyên nhân của Thalassemia là cấu tạo bất bình thường của hemoglobin trong hồng cầu. Hai thể dạng bất thường chính được gọi là alpha-Thalassemia và beta -Thalassemia, tùy theo phần nào của chất hemoglobin bị thiếu. (Hemoglobin là một cấu trúc đạm có khả năng giữ dưỡng khí oxygen trong hồng cầu)
Dưới dạng bệnh nặng nhất của alpha-thalassemia, thấy nhiều nhất trong các sắc dân ở Đông Nam Á, Trung Quốc và Philippines thường làm hư thai hay trẻ con chết khi sinh. Phần lớn những người có bệnh alpha-thalassemia bị thiếu máu kinh niên - một số bị nặng trầm trọng, không sống được lâu.
Phần kế tiếp trong bài này liên hệ đến beta-thalassemia. Loại bệnh này cũng bao gồm một số trường hợp từ trầm trọng cho đến nhẹ, đôi khi không có ảnh hường đến sức khỏe:
1. Thalassemia dạng trầm trọng, còn được gọi là bệnh thiếu máu Cooley, theo tên người bác sĩ đầu tiên miêu tả căn bệnh này vào năm 1925.
2. Thalassemia dạng trung
3. Thalassemia dạng nhẹ (hay gọi là "có dấu tích thalassemia"), thường không có ảnh hưởng đến sức khỏe, chỉ biết khi thử máu.

## Triệu chứng của bệnh
Khi mới sinh ra, trẻ bị dạng bệnh nặng của thalassemia trông có vẻ khoẻ mạnh bình thường. Nhưng trong vòng vài tháng hay một hai năm, trẻ sẽ khó chịu, mệt mỏi, biếng ăn. Trẻ sẽ chậm lớn và da hay ửng màu vàng (xem vàng da).
Nếu không chữa trị, lá lách, gan và tim sẽ sưng to. Xương bị xốp và dễ gãy, cấu trúc của xương mặt bị thay đổi. Vì hồng cầu vỡ sớm hơn bình thường nên tủy xương phải làm việc quá sức (để sản xuất hồng cầu), khiến xương biến dạng. Ở những trẻ bị Thalassemia nặng, trán gồ lên, mũi tẹt, xương hàm trên nhô ra do tăng sản tủy xương (trẻ em bị thalassemia nặng hay trông giống nhau vì cấu trúc xương mặt đều bị biến dạng tương tự). Trẻ sẽ chết sớm, nhất là vì suy tim hay nhiễm trùng.
Trẻ mắc phải dạng thalassemia Trung Đông khi phát bệnh cũng trầm trọng như trên, nhưng phần đông chúng bị nhẹ hơn trong hai thập niên đầu.

## Điều trị
Truyền máu thường xuyên và sử dụng thuốc kháng sinh giúp trẻ bị thalassemia dạng trầm trọng có đời sống khả quan hơn. Truyền máu thường xuyên (một tuần 3-4 lần) có thể làm giảm bớt những biến chứng của bệnh (như suy tim hay xốp xương). Nhưng khi truyền máu quá nhiều như thế, chất sắt sẽ ứ thừa trong cơ thể, gây hại cho gan và tim.
Hiện nay, khi được chữa trị, người bệnh dạng trầm trọng thalassemia có thể sống thêm từ 20 đến 30 năm.
Một số rất ít có thể chữa bằng phương pháp thay tủy.

## Khả năng di truyền
Thalassemia là bệnh di truyền dạng lặn của nhiễm sắc thể thường (tiếng Anh: autosomal recessive). Bệnh này không có thể lây từ trẻ này sang trẻ khác.
Mỗi con người đều có hai gene (một từ cha và một từ mẹ) liên hệ đến cấu tạo hemoglobin của hồng cầu. Tạm gọi gene này là gene 'R' (màu xanh trong thí dụ hình dưới) và tạm gọi gene có dấu tích thalassemia này là gene 'r' (màu đỏ trong thí dụ hình dưới).
Ở một người bình thường, cả hai gene đều không có dấu tích thalassemia (R và R).
Một số người có 1 một trong hai gene này có dấu tích thalassemia (R và r). Tuy chỉ có 1 gene bình thường (R), gene này vẫn có khả năng tạo hemoglobin gần hoàn hảo, và những người này thường không có triệu chứng gì cả - chỉ có khi nào họ thử máu mới biết mình có mang dấu tích bệnh thalassemia.
Khi cả hai gene đều bất bình thường, (r và r), thì hemoglobin sẽ bị cấu tạo sai - gây ra bệnh thalssemia dạng trầm trọng.
Thí dụ các trường hợp di truyền:

Hình 1. Mẹ có gene R-R
Cha có gene R-r

Khi cha có gene ngầm (R - r) nhưng mẹ hoàn toàn bình thường (R -R) thì người con có thể nằm vào một trong những trường hợp sau:
- 1. R (từ cha) - R (từ mẹ) không có gene thalassemia
- 2. r (từ cha) - R (từ mẹ) có gene ngầm thalassemia

Tức là người con có 50% nguy cơ bị mang dấu tích thalassemia,
và 50% đứa trẻ sinh ra bình thường.

Hình 2. Mẹ có gene R-r.
Cha cũng có gene R-r

Khi cả cha lẫn mẹ đều có gene ngầm (R - r) thì người con có thể nằm vào một trong những trường hợp sau:
- 1. R (từ cha) - R (từ mẹ) không có gene thalassemia
- 2. R (từ cha) - r (từ mẹ) có gene ngầm thalassemia
- 3. r (từ cha) - R (từ mẹ) có gene ngầm thalassemia
- 4. r (từ cha) - r (từ mẹ) bị thalassemia dạng nặng

Tức là người con có 25% cơ hội hoàn toàn bình thường, 50% có nguy cơ bị mang dấu tích thalassemia và 25% bị bệnh thalassemia dạng nặng.

## Xét nghiệm
- Khám nghiệm máu sẽ cho biết bệnh nhân có bị thalassemia hay không và thuộc dạng nào.
- Một khi biết có mang dấu tích gene thalassemia, chồng hay vợ của bệnh nhân cũng nên kiểm tra máu.
- Khám nghiệm nhau hay nước ối của thai sẽ giúp bác sĩ biết tính trạng của đứa bé chưa sinh.[3]

## Phòng ngừa
Bệnh này chưa thể phòng ngừa được, ngoài việc thử nghiệm chồng, vợ hay bào thai, giúp giáo dục họ về cơ hội xác suất con cái họ có thể mang mầm bệnh hay bị bệnh nặng.

## Những nghiên cứu đang được tiến hành
- Tìm cách làm giảm độ ứ thừa của sắt trong cơ thể của bệnh nhân sau khi được truyền nhiều máu. Giới khoa học đang tìm và thử các chất có khả năng thu nhận sắt vào để giúp bài tiềt chất này ra khỏi cơ thể.
- Điều trị bằng gen

Có thể có những phương hướng sau: 
1. tìm cách đưa một gene bình thường vào tế bào sơ khai (stem cells) của bệnh nhân
2. dùng thuốc hay cách gì đó để kích thích những gene tiếp tục tạo hemoglobin F - loại hemoglobin này do tủy em bé tạo ra trong khi còn nằm trong thai nhưng thường bị "tắt" đi khi những loại hemoglobin khác bắt đầu được cấu tạo.
3. Thay tủy